# Oberwil im Simmental
Oberwil im Simmental – gmina (niem. Einwohnergemeinde) w Szwajcarii, w kantonie Berno, w regionie administracyjnym Oberland, w okręgu Frutigen-Niedersimmental.

## Demografia
W Oberwil im Simmental mieszkają 804 osoby. W 2020 roku 3,1% populacji gminy stanowiły osoby urodzone poza Szwajcarią.

## Transport
Przez teren gminy przebiega droga główna nr 11.